# Ranka Savić
Ranka Savić (en serbe cyrillique : Ранка Савић ; née le 18 septembre 1958) est une femme politique serbe. Elle est présidente de l'Association des syndicats libres et indépendants (ASNS) et députée à l'Assemblée nationale de la république de Serbie.

## Parcours
Aux élections législatives du 6 mai 2013, l'Association des syndicats libres et indépendants participe à la coalition politique Preokret, emmenée par Čedomir Jovanović, le président du Parti libéral-démocrate (LDP),, qui obtient 6,53 % des suffrages et 19 députés, ce qui vaut à Ranka Savić d'être élue à l'Assemblée de la république de Serbie.
À l'assemblée, elle est inscrite au groupe parlementaire du LDP. Elle est vice-présidente de la Commission du travail, des affaires sociales, de l'intégration sociale et de la réduction de la pauvreté et, en tant que suppléante, elle participe aux travaux de la Commission de l'économie, du développement régional, du commerce, du tourisme et de l'énergie.